# Пищальники (село)
Пищальники (укр. Пищальники) — село в Каневском районе Черкасской области Украины.
Население по переписи 2001 года составляло 168 человек. Занимает площадь 1,14 км². Почтовый индекс — 19013. Телефонный код — 4736.

## Местный совет
19013, Черкасская обл., Каневский р-н, с. Потапцы